# Infobae
Infobae és un diari digital argentí d'actualitat i economia, creat el 2002 per l'empresari Daniel Hadad. El mitjà va ser distingit per la Fundació Konex com el més destacat en emprenedoria digital de l'última dècada a l'Argentina.

## Història
Infobae va ser creat per Daniel Hadad el 2002, com l'edició en línia del diari Buenos Aires Económico (BAE) que ell mateix havia adquirit aquell mateix any.
L'abril de 2007 l'edició impresa va tornar a anomenar-se BAE i es va vendre a Sergio Szpolski, propietari de diversos mitjans de renom. Hadad va mantenir el portal a Internet.
Des del seu llançament forma part del Grup Infobae, al costat de diversos llocs web i ràdios. Entre el 2002 i el 2007, també integrava el grup el Canal 9 de Buenos Aires. Fins a l'abril de l'any 2012, el grup incloïa a Ràdio 10, C5N, Mega 98.3, Pop Ràdio 101.5, Val 97.5 i Ràdio TKM, quan es va conèixer que Hadad havia negociat la venda d'aquests mitjans al Grup Indalo, de l'empresari Cristóbal López, per 40 milions de dòlars.
El 30 de setembre de 2013, Infobae.com va començar a transmetre el seu propi canal de televisió en directe per Internet, amb programació vinculada a temes polítics i econòmics.
El 10 d'octubre de l'any 2014, Nicolás Maduro va bloquejar Infobae a Veneçuela, per filtrar fotos del cadàver del diputat veneçolà Robert Serra.
El mitjà va ser distingit per la Fundació Konex com el més destacat en emprenedoria digital de l'última dècada a l'Argentina.
L'any 2017 va començar a compartir certs continguts amb la revista Vice i The Washington Post i amb les revistes de l'Editorial Atlàntida, Para Ti i Gente. Segons Alexa, el lloc web infobae.com és el setè lloc web més popular a Argentina.
El 2018 Tomás Eurnekian va comprar el 20% de les accions de Infobae Amèrica. Aquest any Infobae es va expandir a Mèxic. Infobae té tres oficines, a Buenos Aires, Miami i Ciutat de Mèxic. Infobae és el quart lloc de notícies més consultant i reconegut de Mèxic.